# Jan Slicher
Jan Slicher ('s-Gravenhage, 13 juli 1745 - aldaar, 24 september 1815) was burgemeester van 's-Gravenhage.

## Familie
Slicher was een lid van de familie Slicher en zoon van mr. Wigbold Slicher (1714-1790), raadsheer en president van het Hof van Holland, en diens eerste echtgenote Hester Erckenraet Roseboom (1715-1749). Hij trouwde in 1771 met Louisa Adriana Geertruida van Kretschmar van Wijk (1749-1815), lid van het geslacht Van Kretschmar, met wie hij twee kinderen kreeg. Zijn dochter Maria Henriette Slicher zou in 1794 trouwen met jhr. mr. Gerlach Johan Herbert van der Heim, die in de voetsporen van zijn schoonvader burgemeester van Den Haag zou worden, tussen 1816 en 1822. Zoon Jacob Slicher diende als kamerheer van Jérôme Bonaparte, de jongste broer van Napoleon Bonaparte en werd in 1827 de titel van baron verleend door koning Willem I.

## Loopbaan
Slicher studeerde Romeins en hedendaags recht te Leiden en promoveerde op 2 oktober 1765.
In 1775 werd Slicher benoemd tot schepen van 's-Gravenhage hetgeen hij verschillende jaren zou blijven tot 1794. In 1777 werd hij benoemd tot burgemeester van die stad. Als orangist werd hij in 1795 uit die betrekking ontslagen. In 1802 nam hij niettemin weer een benoeming tot lid van de raad aan en was tot 1806 voorzitter van de stedelijke raad van 's-Gravenhage. Daaropvolgend werd hij benoemd tot president van de raad van 's-Gravenhage (tot 1808) en aansluitend opnieuw tot burgemeester. Onder het Franse bewind was hij weer ambteloos burgemeester om in 1813 (tot 1815) de functie van president-burgemeester van 's-Gravenhage te vervullen.
In 1814 en 1815 was hij voor Holland lid van de Staten-Generaal der Verenigde Nederlanden. Hij werd daarop benoemd tot lid van de Tweede Kamer maar door zijn overlijden kon hij deze functie niet opnemen.
Hij werd op 15 april 1815 benoemd in de ridderschap van Holland waardoor hij met zijn nakomelingen werd opgenomen in de Nederlandse adel en zij het predicaat jonkheer of jonkvrouw mochten voeren.

## Onderscheidingen
- Ridder in de Orde van de Unie, 13 februari 1807
- Ridder in de Orde van de Reünie, 7 maart 1812